# Hamburška Kunsthalle
Hamburška Kunsthalle (nemško Hamburger Kunsthalle) je umetniški muzej Svobodnega in Hanseatskega mesta Hamburg, Nemčija. Je eden največjih muzejev v državi.
Ime 'Kunsthalle' označuje zgodovino muzeja kot 'umetniške dvorane', ustanovljene leta 1850. Danes Kunsthalle hrani eno redkih umetniških zbirk v Nemčiji, ki pokriva sedem stoletij evropske umetnosti, od srednjega veka do današnjega dne. Stalne zbirke Kunsthalle se osredotočajo na severno-nemško slikarstvo 14. stoletja, slike nizozemskih, flamskih in italijanskih umetnikov 16. in 17. stoletja, francoske in nemške risbe in slike 19. stoletja ter mednarodno moderno in sodobno umetnost.
Kunsthalle sestavljajo tri povezane zgradbe iz let 1869, 1921 in 1997, ki so v okrožju  Altstadt, med Hauptbahnhofom (glavna postaja) in dvema Alsterskima jezeroma.

## Zgodovina
Kunsthalle ima svoj izvor leta 1849, ko so jo ustanovili in odprli leta 1817 kot 'Stättische Gallerie' (mestna slikarska galerija). Zbirka je rasla hitro in kmalu je bilo potrebno zagotoviti novo stavbo. Prvotna Kunsthalle iz rdeče opeke je bila zgrajena med letoma 1863 do 1869, zasnovala sta jo arhitekta Georg Theodor Schirrmacher in Hermann von der Hude in se je v glavnem financirala z zasebnimi donacijami. Prvi direktor je postal umetnostni zgodovinar in učitelj Alfred Lichtwark (1852-1914). Njegov naslednik v času med vojno je bil Gustav Pauli, ki je nadzoroval dokončanje razširitve Kuppelsaal (dvorana s kupolo), prvi dodatek Kunsthalle, ki jo je zasnoval Fritz Schumacher in je bila postavljena med letoma 1914 in 1921.
Leta 1994 je bila ena slika Kunsthalle vključena v tako imenovano krajo umetnosti v Frankfurtu. Med posojo galeriji Kunsthalle Schirn v Frankfurtu je bila ukradena slika Nebelschwaden Casparja Davida Friedricha. Po pogajanjih s tatovi je odvetnik odkupil sliko. Ko mu je Kunsthalle odklonila dogovorjeno 'plačilo', jo je tožil in zmagal. Leta 1997 je Kunsthalle pridobila 'Galerie der Gegenwart', razširitev v velikosti 5600 m², ki jo je zasnoval kölnski arhitekt Oswald Mathias Ungers in je posvečena sodobnim umetniškim zbirkam. Kubična stavba sedi na monolitni bazi na vidnem mestu v neposredni bližini Binnenalsterja.

## Zbirke
Kunsthalle je razdeljena na štiri različne dele: Galerijo starih mojstrov, Galerijo umetnosti 19. stoletja, Galerijo klasičnega modernizma in Galerijo sodobne umetnosti.
Osnove zbirke vključujejo srednjeveške stare Mojstra Bertrama in Mojstra Franckeja, nizozemske slike iz 17. stoletja, dela nemške romantike 19. stoletja in zbirke impresionizma in klasičnega modernizma. Muzej Kunsthalle je znan tudi po svojih mednarodnih zbirkah in razstavah sodobne umetnosti, ki vključujejo pop art iz leta 1950, konceptualno umetnost, video umetnost in fotografijo.

### Stari mojstri
Zbirka starih mojstrov prikazuje dela slikarjev: Bartel Beham, Bernardo Bellotto, Lucas Cranach mlajši, Francisco de Goya y Lucientes, Johann Georg Hinz, Jan Massys, Giambattista Pittoni, Rembrandt, Peter Paul Rubens, Jacob Isaacksz van Ruisdael in Giovanni Battista Tiepolo, med drugimi.

### Umetnost 19. stoletja
Galerija umetnosti 19. stoletja prikazuje dela: Carl Blechen, Arnold Böcklin, Gustave Courbet, Edgar Degas, Anselm Feuerbach, Caspar David Friedrich, Jean-Léon Gerome, Wilhelm Leibl, Max Liebermann, Édouard Manet, Adolph Menzel, Claude Monet, Auguste Rodin in Philipp Otto Runge, med drugimi.
- Caspar David Friedrich: Zgubljenec nad morjem megle (1818)
- C. D. Friedrich: 
Morski led (1824)
- Édouard Manet: 
Nana (1877)
- Hans Makart: 
Vstop Karla V. v Antwerpen (1878)
- Max Liebermann: 
Jacobova restavracija (1902)
- Jean-Léon Gerome: 
Frina pred Areopagom (1861)
- Paul Gauguin: 
Kopanje bretonskih fantov (1888)

### Moderna umetnost
Galerija klasičnega modernizma prikazuje dela: Francis Bacon, Max Beckmann, Lovis Corinth, James Ensor, Max Ernst, Ernst Ludwig Kirchner, Paul Klee, Oskar Kokoschka, Paula Modersohn-Becker, Edvard Munch, Emil Nolde in Pablo Picasso, med drugimi. 
- Edvard Munch: 
Madonna (1895)
- Franz Marc: 
Slon (1907)
- Ernst Ludwig Kirchner: 
Avtoportret z modelom (1910)
- Paul Klee: 
Revolucija viaduktov (1937)

### Sodobna umetnost
Galerija sodobne umetnosti prikazuje dela: Joseph Beuys, Tracey Emin, David Hockney, Rebecca Horn, Ilya Kabakov, On Kawara, Yves Klein, Kitty Kraus, Robert Morris, Hermann Nitsch, George Segal, Richard Serra, Franz Erhard Walther in Andy Warhol, med drugimi. 

## Začasne razstave
Hamburg Kunsthalle neprekinjeno prireja občasne razstave sodobne in zgodovinske umetnosti, in nenehne rotira začasne razstave. Letno ima v povprečju 20 posebnih razstav.